# Kolbenheyer Mór
Kolbenheyer Mór (Bielitz, 1810. július 4. – Sopron, 1884. január 4.) evangélikus lelkész, egyházi író, műfordító.

## Életpályája
Iskoláit Eperjesen, Késmárkon, Bécsben és Berlinben végezte. 1836-tól lelkész Eperjesen. 1846-tól haláláig Sopronban lelkész. Az 1848–49-es forradalom és szabadságharc alatt aktív szerepet nem vállalt, de a szószékről kiállt a forradalom mellett. Emiatt vizsgálati fogságban tartották, ahonnan csak sógora közbenjárásával szabadult.
A soproni Tanítóképző alapításánál elévülhetetlen érdemeket szerzett. 1856-ban pénzgyűjtő körútra indult Nyugat-Európába. Eredményes munkájának köszönhetően az iskola 1858-ban megnyitotta kapuját. Az evangélikus templom tornyát lelkipásztorkodása alatt, 1867-ben avatták fel, melyhez a szükséges pénzgyűjtést ugyancsak ő végezte, illetve szervezte. Szervezőmunkájának köszönhetően nyílt meg a német evangélikus segélyszervezet, a Gusztáv Adolf Egylet soproni szervezete. Munkásságát 1877-ben az uralkodó a Ferenc József-rend lovagkeresztjével ismerte el.
Kora jeles, hungarus-tudatú nagy műveltségű lelkésze és költője, aki egyik fő céljának a magyar irodalom német nyelvterületen való bemutatását tartotta. Nyomtatásban negyven prédikációja jelent meg.

## Családja
Felesége Medgyaszay Kornélia, fiai Kolbenheyer Ferenc és Kolbenheyer Viktor építészek, unokái (többek közt) Kolbenheyer Erwin Guido író és Medgyaszay István építész, unokatestvére Görgei Artúr volt.

## Emlékezete
Egykori lakóházán Sopronban (Templom u. 17.) tábla őrzi emlékét. Sírja a soproni evangélikus temetőben található.

## Munkái
- Mit welchem Geiste seid ihr herkommen? Beichtrede vor der versammelten studirenden Jugend des löbl. Districtual-Collegium A. B. zu Eperies am 30. Sept. 1838. Kaschau, 1838.
- Weihestunden im Tempel des Herrn; Predigten für Freunde einer geläuterten Religionsbildung. Pest, 1839. (Steinacker Gusztávval együtt, ezer példányban nyomatott).
- Jubelpredigt am Gedächtnissfeste der vor zweihundert Jahren, nämlich am 1. Mai 1642 erfolgten Grundsteinlegung der hiesigen ev. Kirche zur heil. Dreifaltigkeit, gehalten zu Eperies am 1. Mai 1842. Leutschau.
- Predigt über Philipper III. 20. 21., gehalten am IV. Adventsonntage 1842 zu Eperies. Ugyanott, 1843.
- Johann Arany, Toldi. Poetische Erzählung in 12 Gesängen. Aus dem Ungarischen übersetzt. Mit einem Brief von Friedrich Hebbel. Pest, 1855.
- Predigt bei der Todtenfeier für die am 30. März 1855 in Gott vorstorbene durchlauchtigste Frau Maria Dorothea, k. k. Erzherzogin von Oesterreich, verw. Palatina von Ungarn ... gehalten zu Oedenburg, am 5. August 1855. Uo. 1855.
- Zwei Predigten, am 5. u. 12. Oct. 1856. in der deutschlutherischen Kirche in der Savoy zu London. Zum besten des evang. Schullehrer-Seminars in Oedenburg. Oedenburg, 1856.
- Festgedicht zu Huldigung der Evangelischen Ungarns Ihren k. k. Apost. Majestäten Franz Josef I. und Elisabeth in unterthänigster Ehrfurcht dargebracht zu Ofen-Pest im Monat Mai 1857. Pest, 1857.
- Johann Arany, Toldi's Abend. Poetische Erzählung in 6 Gesängen. Übers. Uo. 1857.
- Christus der uns reden macht. Predigt, am 3. Sonntage in der Fasten, Oculi, über das Evangelium Lucä XI. 14-28., gehalten am 7. März 1858. Zugleich ein Denkstein auf das Grab ... des Herrn M. Joh. Schwarz. Oedenburg.
- Zur Erbauung. Predigt gehalten den 20. März 1858. Uo. (Ism. Evang. Wochenblatt 31. sz.)
- Die neue Kirchenordnung. Was bringt sie und was fordert sie? Predigt, gehalten am 25. Sept. 1859., als am XIV. Sonntage nach Trinit. über Evang. Lucä 17. v. 11-19. Ugyanott, 1859.
- Zur Melanchtonfeier. Predigt über Hebräer XIII. 7. Gehalten den 22. April 1860. Uo. 1860.
- Die Thurmbaupredigt. Gehalten am 3. Sonntage in der Fasten, Oculi, über Evang. Marci XIV. 3-9. Uo. 1860.
- Predigt am Jahresfeste der evang. Stiftung zu Oedenburg für arme evang. Gemeinden und Schulanstalten. Gehalten den 21. März 1860. Uo.
- Die am 21. Mai 1862. geschehene Grundsteinlegung am Thurme der evang. Kirche zu Oedenburg. Uo. 1862.
- Franz Toldy, Geschicte der Ungarischen Literatur. Übersetzt, Pest, 1865.
- Unter den Linden. Ein Lied von Christian Gottlob Leberecht Grossmann. Pressburg, 1872. (Bölcselmi költemény.)
- Johann Arany, Toldi's Liebe, Poetische Erzählung in wzölf Gesängen. Im Versmasse des Originals. Uo. 1888.
- Andreas Vargyas, Geschichte des Ungarischen Freiheitskampfes 1848-49. Übersetzt. Uo. 1874.